# Станнид диродия
Станнид диродия — бинарное интерметаллическое неорганическое соединение
родия и олова
с формулой Rh2Sn,
кристаллы.

## Получение
- Сплавление стехиометрических количеств чистых веществ:

{\displaystyle {\mathsf {2Rh+Sn\ {\xrightarrow {1450^{o}C}}\ Rh_{2}Sn}}}

## Физические свойства
Станнид диродия образует кристаллы
ромбической сингонии,
пространственная группа P nma,
параметры ячейки a = 0,820 нм, b = 0,552 нм, c = 0,442 нм, Z = 4,
структура типа силицида дикобальта Co2Si
.
Соединение конгруэнтно плавится при температуре ≈1450°С
.